# Parectecephala trimaculata
Parectecephala trimaculata är en tvåvingeart som först beskrevs av Adams 1905.  Parectecephala trimaculata ingår i släktet Parectecephala och familjen fritflugor. Inga underarter finns listade i Catalogue of Life.